# アンドレ・ハリソン
アンドレ・ハリソン（Andre Harrison、1988年5月16日 - ）は、アメリカ合衆国の男性総合格闘家。ニューヨーク州ロングアイランド出身。ベルモア・キックボクシング・アカデミー所属。現WSOF世界フェザー級王者。

## 来歴
2009年4月9日、アマチュア総合格闘技デビュー戦でTKO勝利を収めた。
2011年11月18日、プロデビュー戦で判定勝ち。

### Titan FC
2015年7月18日、Titan FCフェザー級タイトルマッチで王者カート・ホロボウと対戦し、判定勝ちを収め、王座獲得に成功した。

### WSOF
2016年12月31日、WSOF初参戦となったWSOF 34でブルース・ボーイントンと対戦し、リアネイキッドチョークで一本勝ち。
2017年3月6日、WSOF 35の世界フェザー級タイトルマッチで王者のランス・パーマーと対戦。2度のダウンを奪うなど試合を優位に進め3-0の判定勝ちを収め王座獲得に成功した。

## 戦績
| 総合格闘技 戦績 | 総合格闘技 戦績 | 総合格闘技 戦績 | 総合格闘技 戦績 | 総合格闘技 戦績 | 総合格闘技 戦績 | 総合格闘技 戦績 |
| --------------- | --------------- | --------------- | --------------- | --------------- | --------------- | --------------- |
| 17 試合         | (T)KO           | 一本            | 判定            | その他          | 引き分け        | 無効試合        |
| 17 勝           | 3               | 2               | 12              | 0               | 0               | 0               |
| 0 敗            | 0               | 0               | 0               | 0               | 0               | 0               |

## 獲得タイトル
- 第5代ROCフェザー級王座（2013年）
- 第3代Titan FCフェザー級王座（2015年）
- 第6代WSOF世界フェザー級王座（2017年）